# Johann Christoph Wendland

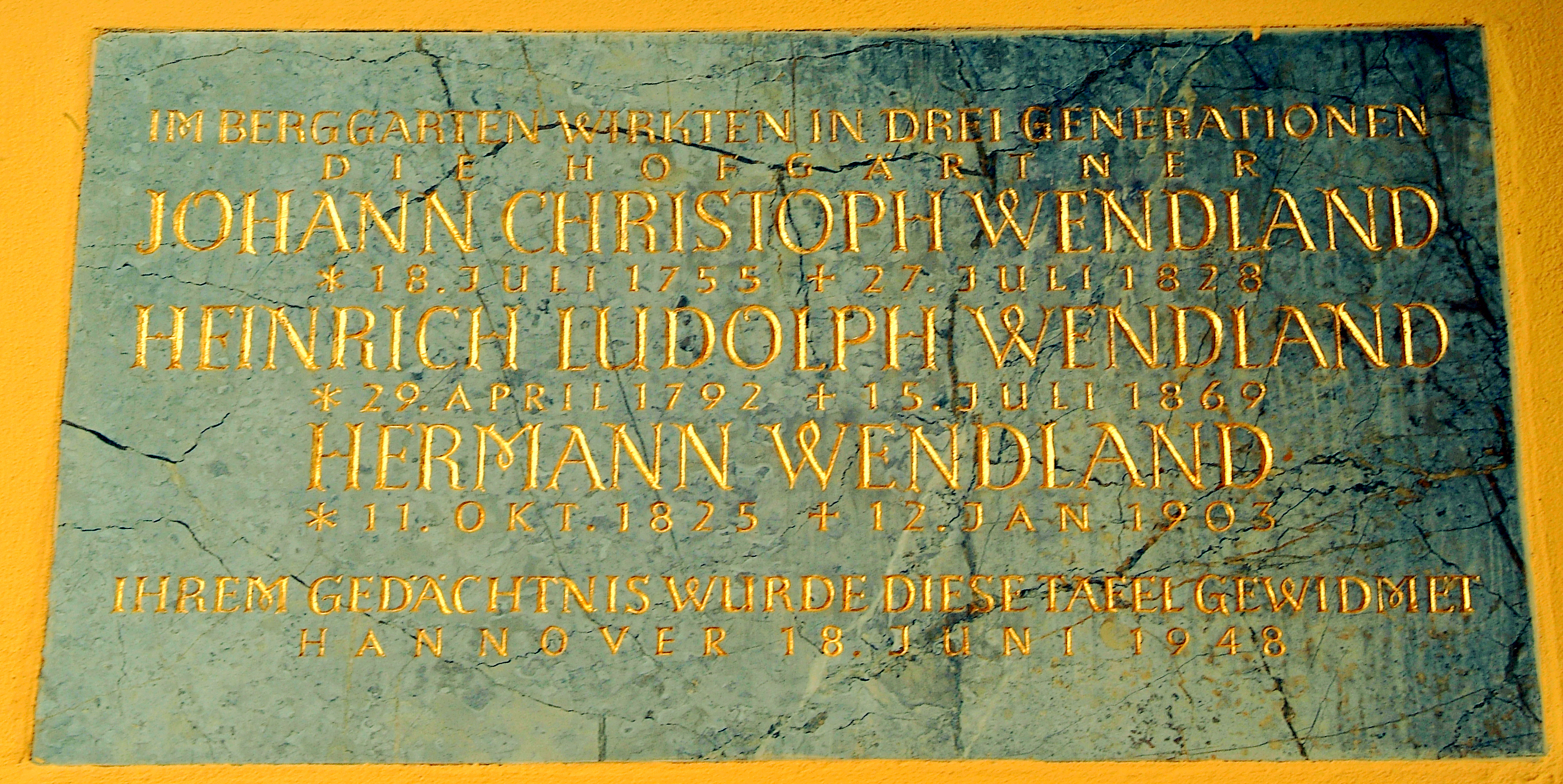
Gedenktafel für die Familien Wendland, 1948 angebracht am Bibliothekspavillon vor dem Berggarten

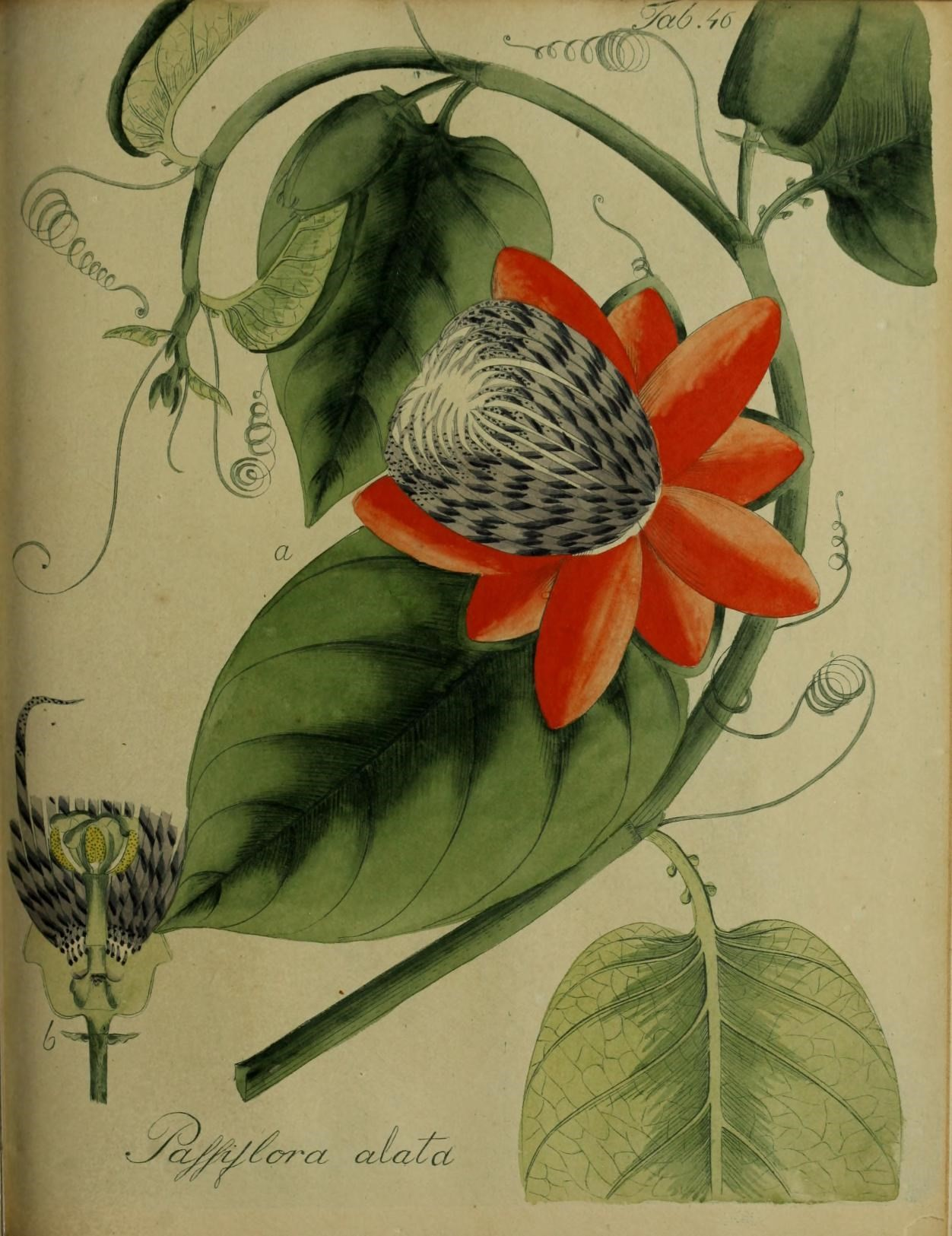
Passiflora alata gezeichnet von Wendland

Johann Christoph Wendland (* 17. Juli 1755 in Landau, Frankreich; † 27. Juli 1828 in Herrenhausen, Königreich Hannover) war ein deutscher Botaniker und Garteninspektor der Herrenhäuser Gärten. Sein offizielles botanisches Autorenkürzel lautet „J.C.Wendl.“

## Werdegang
Wendland wurde als Sohn des für den Fürsten von Löwenstein-Wertheim tätigen Hofgärtners Wendland geboren. Derart vorbelastet lernte Wendland vier Jahre die Gärtnerei im Lustgarten von Schloss Karlsruhe bei dem dortigen Hofgärtner Johann Bernhard Saul und ging anschließend an den hessischen Hof nach Kassel in den Bergpark Wilhelmshöhe. 1780 erhielt er eine erste feste Anstellung als Gärtner in den Herrenhäuser Gärten. Seine botanischen Kenntnisse vermittelte ihm der Schweizer Botaniker und Leiter der Herrenhäuser Gärten Jakob Friedrich Ehrhart.
Wendland, der zunächst die Aufsicht über die Treibhäuser und Orangerien hatte und für die (Hawaii-)Ananaskultur zuständig war, wurde 1817 zum Garteninspektor befördert. Seine Spezialität war später die Kultur von Weinstöcken und Pfirsichbäumen. Seine rege schriftstellerische Tätigkeit ging mit einer zeichnerischen Begabung einher. Alle Illustrationen seiner Werke wurden von ihm selbst gezeichnet oder radiert.

## Familie
1787 ehelichte Wendland die aus Hannover stammende Bürgerstochter Marie Magdalene Nonne († 29. April 1792).
1796 heiratete Wendland in zweiter Ehe Marianne Wilhelmi, Tochter des Hofjuweliers Johann Conrad Wilhelmi, der einen aus 1200 Bäumen bestehenden, schon zuvor 1791 angelegten Obstgarten besaß. Wilhelmis Bruder unterhielt noch 1817 eine Baumschule mit rund 8000 Bäumen und war der erste, der Obstsorten in Wachs abformte, um Obstkabinette zu genauerer Systematisierung anzulegen. Dabei konzentrierte sich Wilhelmi auf die weniger bekannten, zum Teil aus England stammenden Sorten, die in der Königlichen Plantage angepflanzt wurden.
Wendlands Sohn Heinrich Ludolph Wendland und sein Enkel Hermann Wendland wurden ebenfalls Gärtner in Herrenhausen. Die Familie war dort von 1780 bis 1903 tätig.

## Schriften
- Hortus Herrenhusanus, 1789–1801
- Johann Christoph Wendland, Heinrich Adolf Schrader: Sertum Hannoveranum ..., 1795-1798[9]
- Verzeichnis der Glas- und Treibhauspflanzen des Königlichen Berggartens zu Herrenhausen. 1797
- Botanische Beobachtungen nebst einigen neuen Gattungen und Arten. 1798
- Ericarum icones et descriptiones / Abbildung und Beschreibung der Heiden, 1798[9]–1823 (26 Hefte)
- Collectio plantarum tam exoticarum quam indigenarum. 3 Bände bis 1819